# Grubeosyllis mediodentata
Grubeosyllis mediodentata är en ringmaskart som först beskrevs av Westheide 1974.  Grubeosyllis mediodentata ingår i släktet Grubeosyllis och familjen Syllidae. Inga underarter finns listade i Catalogue of Life.